# Lekkoatletyka na Letnich Igrzyskach Olimpijskich 1956 – dziesięciobój mężczyzn
Dziesięciobój mężczyzn podczas XVI Letnich Igrzysk Olimpijskich w Melbourne rozegrano 29 i 30 listopada 1956 na stadionie Melbourne Cricket Ground. Zwycięzcą został reprezentant Stanów Zjednoczonych Milt Campbell, który w finale ustanowił rekord olimpijski uzyskując wynik 7937  punktów (według obecnie obowiązującej tabeli 7565 punktów).

## Rekordy

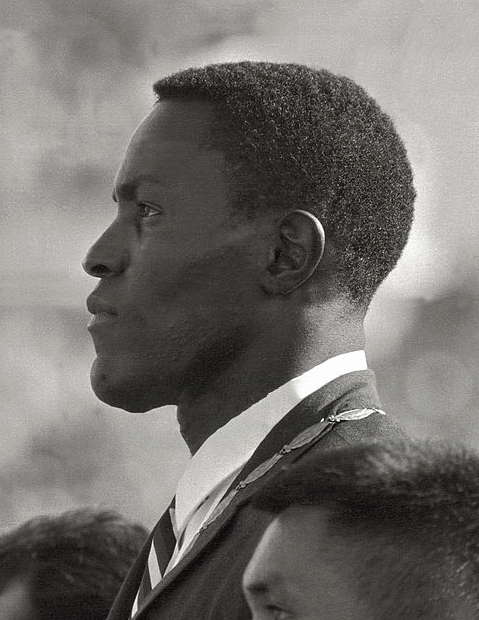
Rafer Johnson

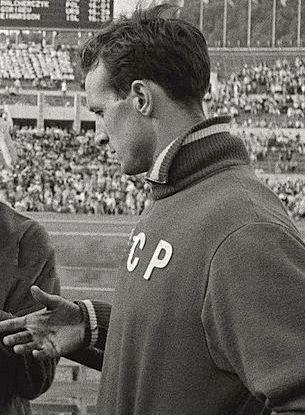
Wasilij Kuzniecow

|                   | Zawodnik      | Narodowość        | Wynik       | Data                 | Miejsce   |
| ----------------- | ------------- | ----------------- | ----------- | -------------------- | --------- |
| Rekord świata     | Rafer Johnson | Stany Zjednoczone | 7985 (7607) | 11 czerwca 1956(dts) | Kingsburg |
| Rekord olimpijski | Bob Mathias   | Stany Zjednoczone | 7887 (7580) | 26 lipca 1952(dts)   | Helsinki  |

## Wyniki
| Poz. - pozycja |
| – rekord świata \| – rekord krajowy \| – rekord życiowy \| = – wyrównany rekord życiowy \| · – najlepszy wynik w sezonie \| = – wyrównany najlepszy wynik w sezonie \| – rekord olimpijski |
| DNF – nie ukończył \| DNS – nie wystartował \| DSQ – zdyskwalifikowany \| NM – Brak zaliczonej wysokości                                                                                   |

| Poz. | Zawodnik           | Punkty        | 100    | W dal  | Kula    | Wzwyż  | 400    | 110 ppł | Dysk    | Tyczka | Oszczep | 1500   |
| ---- | ------------------ | ------------- | ------ | ------ | ------- | ------ | ------ | ------- | ------- | ------ | ------- | ------ |
| 1    | Milt Campbell      | 7937 (7565)   | 10,8 s | 7,33 m | 14,76 m | 1,89 m | 48,8 s | 14,0 s  | 45,98 m | 3,40 m | 57,08 m | 4:50,6 |
| 2    | Rafer Johnson      | 7587 (7422)   | 10,9 s | 7,34 m | 14,48 m | 1,83 m | 49,3 s | 15,1 s  | 42,17 m | 3,90 m | 60,27 m | 4:54,2 |
| 3    | Wasilij Kuzniecow  | 7465 (7330)   | 11,2 s | 7,04 m | 14,49 m | 1,75 m | 50,2 s | 14,9 s  | 44,33 m | 3,95 m | 65,13 m | 4:53,8 |
| 4    | Uno Palu           | 6930 (7028)   | 11,5 s | 6,65 m | 13,39 m | 1,89 m | 50,8 s | 15,4 s  | 40,38 m | 3,60 m | 61,59 m | 4:35,6 |
| 5    | Martin Lauer       | 6853 (6910)   | 11,1 s | 6,83 m | 12,86 m | 1,83 m | 48,2 s | 14,7 s  | 39,38 m | 3,10 m | 50,66 m | 4:43,8 |
| 6    | Walter Meier       | 6773 (6929)   | 11,3 s | 6,80 m | 12,99 m | 1,86 m | 49,3 s | 16,1 s  | 37,59 m | 3,70 m | 47,97 m | 4:20,6 |
| 7    | Torbjörn Lassenius | 6565 (6782)   | 11,8 s | 6,62 m | 13,45 m | 1,70 m | 50,8 s | 15,9 s  | 41,36 m | 3,80 m | 59,33 m | 4:36,2 |
| 8    | Yang Chuan-kwang   | 6521 (6697)   | 11,2 s | 6,90 m | 11,56 m | 1,95 m | 51,3 s | 15,0 s  | 33,92 m | 3,30 m | 57,88 m | 5:00,8 |
| 9    | Pat Leane          | 6427 · (6695) | 11,4 s | 6,79 m | 13,26 m | 1,86 m | 51,0 s | 16,4 s  | 38,86 m | 3,50 m | 58,82 m | 4:56,8 |
| 10.  | John Cann          | 6278 (6683)   | 10,9 s | 6,57 m | 12,18 m | 1,70 m | 49,3 s | 15,6 s  | 38,76 m | 3,50 m | 57,89 m | 4:49,2 |
| 11.  | Ian Bruce          | 6025 (6410)   | 11,7 s | 6,62 m | 12,30 m | 1,83 m | 51,3 s | 15,9 s  | 36,62 m | 3,40 m | 51,36 m | 4:50,4 |
| 12.  | Najmeddin Farabie  | 5103 (5711)   | 12,1 s | 6,25 m | 11,31 m | 1,70 m | 52,3 s | 17,4 s  | 28,73 m | 3,30 m | 41,23 m | 4:24,8 |
| –    | Bob Richards       | DNF           | 11,7 s | 6,39 m | 12,52 m | 1,75 m | 52,3 s | 16,8 s  | 37,77 m | 4,45 m | 44,09 m | –      |
| –    | Jurij Kutenko      | DNF           | 11,6 s | 6,64 m | 14,46 m | NM     | 50,5 s | 15,8 s  | 47,57 m | 4,10 m | NM      | –      |
| –    | Walter Herssens    | DNF           | 11,8 s | 6,56 m | 11,12 m | 1,80 m | –      | –       | –       | –      | –       | –      |
| –    | Reinaldo Oliver    | DNS           |        |        |         |        |        |         |         |        |         |        |
| –    | Jeorjos Rumbanis   | DNS           |        |        |         |        |        |         |         |        |         |        |
| –    | Wu Chun-tsai       | DNS           |        |        |         |        |        |         |         |        |         |        |